# Тувалу на Светском првенству у атлетици на отвореном 2015.
Тувалу је учествовао на Светском првенству у атлетици на отвореном 2015. одржаном у Пекингу од 12. до 30. августа. Репрезентацију Тувалуа представљао је један такмичар који се такмичио у трци на 100 метара.
На овом првенству Тувалу није освојио ниједну медаљу, а постигнут је један лични рекорд.

## Резултати

### Мушкарци
| Атлетичар       | Дисциплина | Лични рекорд | Предтакмичење | Предтакмичење | Квалификације    | Квалификације    | Полуфинале       | Полуфинале       | Финале           | Финале       | Детаљи |
| Атлетичар       | Дисциплина | Лични рекорд | Резултат      | Место         | Резултат         | Место            | Резултат         | Место            | Резултат         | Место        | Детаљи |
| --------------- | ---------- | ------------ | ------------- | ------------- | ---------------- | ---------------- | ---------------- | ---------------- | ---------------- | ------------ | ------ |
| Etimoni Timuani | 100 м      |              | 11,72 ЛР      | 6. у гр, 2    | Није се пласирао | Није се пласирао | Није се пласирао | Није се пласирао | Није се пласирао | 65 / 68 (71) |        |